# Simonstorps IF
Simonstorps IF är en idrottsförening i Simonstorp i Norrköpings kommun.
Simonstorps IF grundades 3 maj 1931 i Smens hage Simonstorp. Föreningen har under åren varit aktiv i flera olika sektioner som fotboll, bordtennis, terränglöpning, skidor, innebandy och dragkamp.
Fotbollen har alltid varit föreningens största idrott historiskt och det man förknippar föreningen med, tillsammans med danserna på dansbanan under 1900-talet.
På Skogsvallen finns norra Östergötlands största festplats, folkpark och dansbana. Simonstorps IF anordnar även två stora musikevenemang och danskvällar på Skogsvallen under sommarhalvåret sedan sommaren 2023.
2022 var föreningen återigen aktiv inom seniorfotboll, där representationslaget återstartade i Division 6 Norra inför säsongen 2022. Under den säsongen placerade man sig på 6:e plats och var kvar i serien inför säsongen 2023.
Fotbollen i Simonstorp var mycket större förut än vad den är idag och föreningen har haft ett antal spelare som kommit upp ur dess ungdomslag genom åren, vissa har även nått Europa och landslaget; Roger Lönn, Peter Lönn och Magnus Samuelsson.
Simonstorps IF har en egen anläggning i Simonstorp som heter Skogsvallen.

## Historia

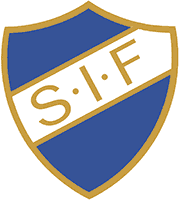
Klubbens originalemblem från 1931–1981.

### 1931
I början av maj 1931 grundades Simonstorps IF av bland andra Albert Pettersson, Algot Örn och Oskar Ericsson. Man övertog dansbanan vid Fridhem av folketshusföreningen för 300 Kr. Dessa 300 kronor samlades ihop av de tre ovanstående personerna. Redan ett par veckor, senare den 21 maj, beslutade Fiskebys Fabriks AB att upplåta ett markområde norr om landsvägen till en idrottsplats. Platsen kallades på den tiden Sandbackafallet, men blev senare känd under namnet Skogsvallen. Redan under 1931 flyttades dansbanan från Fridhem till Skogsvallen.

### 1932
Simonstorps IF hade sitt första arrangemang på Skogsvallen på Valborgsmässoafton 1932. Omsättningen den kvällen blev 90,85:- och vinsten totalt 34,35:-. Fotboll spelades endast för nöjes skull i föreningen då.

### 1933
Medlemsantalet uppgick till 65 st vid årets början. Simonstorps IF anmälde sig för första gången till seriespel i fotboll.
Man spelade i Tisnarebro-serien och inte utan framgång. Under hösten inleddes gymnastikträningar en kväll per vecka.

### 1934
Antalet medlemmar ökade från 65 st till 96 st. Föreningen anmälde sig till Gymnastik & Idrottsföreningars Riksförbund den 19 december 1933, och antogs den 23 januari 1934.
Friidrottssektionen deltog bland annat i ett stafettlopp som gick av stapeln på Idrottsparken i Norrköping.
Fotbollssektionen spelade seriefotboll i Tisnarbroserien och spelade mot bland andra Hävla SK, Forssa och Tisnarbro.

### 1935
Medlemsantalet uppgick till 103 st. vid årets början. Fotbollssektionen redovisade ett gott idrottsligt resultat men ett sämre ekonomiskt resultat.

### 1936
Medlemsantalet uppgick till 103 st. vid årets början. Kassabehållningen den 31 december 1936 var 355 kr, av dessa var 200 kr  bestämda att anslås till en bastubyggnad i Simonstorp under förutsättning att SIF fick utnyttja denna på söndagar till självkostnadspris. Man hade också använt 508 kr för utvidgning av fotbollsplanen. Men man hade kvar att utvidga närmast kiosken, då planen fortfarande var 15 meter smalare där.

### 1937
Uppgick medlemsantalet till 103 st vid årets början. Årsmötet utsåg Jägmästare Sture Sjöstedt till hedersordförande. Föreningen hade 3 sektioner: skidor, friidrott och fotboll. Skidsektionen delade vid tävlingar den 7/2-1937 ut följande priser:
| Seniorer 3 mil    | Tid  | Pris   |
| ----------------- | ---- | ------ |
| Torsten Andersson | 2,44 | Guld   |
| John Pettersson   | 2,45 | Silver |
| Hans Jansén       | 2,59 | Brons  |
| Ungdomar 2,5 km   |      |        |
| Einar Lundqvist   | 14,5 | Brons  |
| Åke Lundqvist     | 15,5 | Brons  |
| 5 km              |      |        |
| Gulli Karlsson    | 28,5 | Silver |
| 10 km             |      |        |
| Sven Andersson    | 46,0 | Guld   |
| Harry Ekeroth     | 57,0 | Guld   |

Friidrottssektionen deltog i Idrottens dag den 13/6-37 i en klubbtävling mellan Simonstorp och Reijmyre, då man tävlade i följande grenar:
Löpning 3000 m  Segrare: Hugo Svensson, Simonstorps IF
Löpning 200 m Segrare: Reijmyre IF, bäste Simonstorpare Karl-Erik Andersson kom på 4:e plats
Höjdhopp Segrare: Reijmyre IF, bäste Simonstorpare Gunnar Gustavsson kom på 2:a plats 
Reijmyre IF vann denna klubbtävling med 38-29. Simonstorps IF arrangerade även stafettloppet Simonstorp runt detta år.

Fotbollsektionen: Simonstorps IF anmälde sig för första gången till seriespel i Östergötland hösten 1937/våren 1938 i klass IV östra A. Första seriematchen i Östergötland spelades mot ÅBY IF och Simonstorp vann.
1/8-1937       Åby IF – Simonstorps IF                         1-2
3/8-1937       SIF- Loddby IF II                                     3-0
15/8-1937     Krokeks IF – SIF                                     4-2
22/8-1937     SIF- Svärtings SK                                   2-4
12/9-1937     SIF- Litografens IF                                  1-4
19/9-1937     Litografens IF – SIF                                4-0
1/5-1938       SIF – ÅBY IF                                           2-6
8/5-1938       Loddby IF – SIF                                      1-3
15/5-1938     SIF – Krokeks IF                                     7-1
22/5-1938     Svärtinge SK – SIF                                 7-2
| Lag:           | M  | +/- | V | O | F | GM-IM | P  |
| Litografens IF | 10 | 20  | 7 | 0 | 3 | 39-19 | 14 |
| Svärtinge IF   | 10 | 13  | 6 | 1 | 3 | 34-21 | 13 |
| Åby IF II      | 10 | 9   | 6 | 1 | 3 | 34-25 | 13 |
| Simonstorps IF | 10 | -8  | 4 | 0 | 6 | 24-32 | 8  |
| Loddby IF      | 10 | -7  | 2 | 2 | 6 | 16-23 | 6  |
| Krokeks IF     | 10 | -27 | 3 | 0 | 7 | 21-48 | 6  |

### 1938
Uppgick medlemsantalet till 66 st. medlemmar. Föreningen hade tre sektioner: skidor, friidrott och fotboll. Skidsektionens verksamhet blev begränsad detta år på grund av dålig snötillgång.
Friidrottssektionen deltog i terränglöpningar i Claestorp och arrangerade Idrottens dag den 12 juni 1938. En klubbtävling mellan Simonstorp och Reijmyre arrangerades, där Simonstorp avgick med segern 36 poäng mot Reijmyres 8 poäng. Simonstorp gick även segrande ur stafettloppet Simonstorp runt. Denna dag tävlade man även i höjdhopp där Simonstorp tog storslam, och kom 1:a , 2:a och 3:a genom följande personer:
1:a Sven Andersson
2:a Anders Neander
3:a Gunnar Gustavsson
Fotbollssektionen: Simonstorp spelade även detta år i Klass IV Östra A, men med ett sämre resultat. Sektionen avsåg även att söka bidrag från Tipstjänst AB för att kunna förbättra fotbollsplanen.
Till årets spelare 1938 utsågs Sven Andersson, Arne Johansson, Folke Andersson och Holger Andersson.
Matcherna i Klass IV Östra A 1938/1939
7/8-38        Norrköpings Postens IF– SIF     6-2
14/8-38     SIF-Åby IF II                                1-1
21/8-38     Loddby IF II – SIF                        3-0
28/8-38     SIF- Reijmyre IF II                       4-2
18/9-38     Svärtinge IF – SIF                       3-2
25/9-38     SIF-Svärtinge IF                          2-1
2/10-38     Reijmyre IF – SIF                        WO till Simonstorp.
16/10-38   Sylvia IF II – SIF                          7-2
23/4-39   SIF – Sylvia IF II                            1-6
30/4-39     Taborsbergs SK- SIF                  16-1
7/5-39       SIF-Loddby IF II                           1-3
14/5-39     ÅBY IF II-SIF                                3-1
18/5-39     SIF- Norrköpings Postens IF       1-4
| Lag:              | M  | +/- | V  | O | F | GM/IM | P  |
| ----------------- | -- | --- | -- | - | - | ----- | -- |
| Taborgsbergs SK   | 14 | 49  | 10 | 2 | 2 | 76-27 | 22 |
| Lobby IF II       | 14 | 6   | 9  | 0 | 5 | 32-26 | 18 |
| Norrk. Postens IF | 14 | -3  | 7  | 2 | 5 | 30-33 | 16 |
| IF Sylvia II      | 14 | 10  | 6  | 3 | 5 | 43-33 | 15 |
| Reijmyre IF II    | 14 | 9   | 5  | 3 | 6 | 38-29 | 13 |
| ÅBY IF II         | 14 | -5  | 5  | 2 | 7 | 30-35 | 12 |
| Svärtinge IF      | 14 | -29 | 3  | 2 | 9 | 15-44 | 8  |
| Simonstorps IF    | 14 | -37 | 3  | 2 | 9 | 19-56 | 8  |

### 1939
Medlemsantalet uppgick till 56 st.
Fotbollsektionen: till årets spelare 1939 utsågs Gunnar Gustavsson, Arne Johansson, Stig Andersson och Holger Andersson.
Matcherna i Klass IV Östra A Hösten 1939.
6/8-39      Svärtinge IF – SIF                       5-1
20/8-39     SIF- IFK Norrköping C               0-2
27/8-39     ÅBY IF II- SIF                             4-1
3/9-39      SIF- Norrköping Posten IF          3-1
10/9-39     Bråvikens IF – SIF                     1-3
18/9-39     SIF – Sylvia IF II                         3-1
24/9-39     SIF- Reijmyre IF II                      1-3
1/10-39     Loddby IF II – SIF                       6-0
8/10-39     SIF- Loddby IF II                         2-5
15/10-39   Reijmyre IF II – SIF                     3-1
29/10-39   IF Sylvia II – SIF                          8-2
| Lag:              | M  | +/- | V | O | F | GM/IM | P  |
| ----------------- | -- | --- | - | - | - | ----- | -- |
| Reijmyre IF II    | 10 | 32  | 7 | 2 | 1 | 44-12 | 16 |
| IFK Norrköping C  | 10 | 26  | 7 | 1 | 2 | 41-15 | 15 |
| Loddby IF II      | 10 | 19  | 7 | 0 | 3 | 38-19 | 14 |
| Simonstorps IF    | 10 | -9  | 3 | 0 | 7 | 19-28 | 6  |
| Bråvikens IF      | 10 | -31 | 2 | 2 | 6 | 13-44 | 6  |
| Norrköping Posten | 10 | -37 | 1 | 0 | 9 | 8-45  | 2  |

Under våren 1940 drogs följande lag ur serien:
IF Sylvia II , Åby IF II & Svärtinge IF.

### 1940
Uppgick medlemsantalet till 79 st. medlemmar. Föreningen hade tre sektioner: skidor, friidrott och fotboll.
Fotbollsektionen: till säsongen 1940/1941 bytte Simonstorp IF serie till Klass III Norra.
Man kom på en 7:e plats av 7 lag med följande tabellrad.
| M  | +/- | V | O | F | GM-IM | P |
| -- | --- | - | - | - | ----- | - |
| 12 | -29 | 3 | 1 | 8 | 15-44 | 7 |

Friidrottsektionen: intresset för friidrott hade minskat kraftigt bland de yngre och i och med att de äldre blivit inkallade p.g.a. andra världskriget såg det mörkt ut för friidrotten. Styrelsen beslöt att bygga en ny dansbana.

### 1941
Antalet medlemmar uppgick till 79 st. Man byggde en ny dansbana för 7000:- med hjälp av ideella arbetsinsatser. Föreningen gjorde debut i Kolmårdsstafetten på skidor och kom på 3:e plats.
Fotbollsektionen: Simonstorps IF spelade säsongen 1941/1942 i Klass III Norra.
Man kom på en 7:e plats av 7-lag och det blev följande tabellrad:
| M  | +/- | V | O | F | GM/IM | P |
| -- | --- | - | - | - | ----- | - |
| 12 | -23 | 2 | 2 | 8 | 27/50 | 6 |

### 1942
Antalet medlemmar uppgick till 79 st. Simonstorps IF ställde upp på DM i skidstafett för första gången och kom på 22:a plats.
Efter detta blev det framgångar med segrar i tävlingar i Strångsjö, Tisnarebro, Hävla och Reijmyre.
Fotbollsektionen: Simonstorps IF spelade säsongen 1942/1943 i Klass III Östra B. Man kom på en 3:e plats av 10 lag.
Detta var Simonstorps bästa placering hittills och tabellen fick följande utseende.
| M  | +/- | V  | O | F | GM/IM | P  |
| -- | --- | -- | - | - | ----- | -- |
| 18 | 17  | 11 | 1 | 6 | 66-49 | 23 |

### 1943
Antalet medlemmar var 75 st.
Fotbollsektionen: utmärkelsen Årets spelare gick till Holger Andersson, Einar Lundqvist, Arne Johansson och Bertil Hult.
Simonstorps IF spelade i Klass III Östra 1943/1944 och man kom på en 4-e plats av 8 lag med följande tabell.
| M  | +/- | V | O | F | GM/IM | P  |
| -- | --- | - | - | - | ----- | -- |
| 14 | -9  | 5 | 1 | 8 | 31-40 | 11 |

### 1944
Antalet medlemmar var 72 st. Föreningen startade en orienteringssektion
Fotbollsektionen: fotbollsutmärkelserna tilldelades Karl-Gunnar Karlsson, Holger Andersson, Ingemar Svensson, Sven Andersson, Axel Cesar, George Andersson, Gunnar Andersson, Einar Lundqvist, Åke Lundqvist, Knut Johansson, Karl-Erik Andersson och Sölve Johansson.
Simonstorps IF spelade i Klass III Östra 1944/1945 och kom på en hedrande 2:a plats, och blev uppflyttade till Klass II Östra inför nästa säsong.
Tabellraden fick följande utseende:
| Lag             | M  | +/- | V  | O | F  | GM/IM | P  |
| --------------- | -- | --- | -- | - | -- | ----- | -- |
| Kättinge IF     | 16 | 37  | 11 | 3 | 2  | 67-30 | 25 |
| Simontorps IF   | 16 | 39  | 10 | 2 | 4  | 75-36 | 22 |
| Åby IF          | 16 | 26  | 8  | 2 | 6  | 60-34 | 18 |
| Smedby AIS      | 16 | 8   | 8  | 2 | 6  | 52-44 | 17 |
| Bråvalla IK     | 16 | -21 | 8  | 1 | 7  | 41-62 | 17 |
| BK Borgia       | 16 | -7  | 7  | 2 | 7  | 48-55 | 16 |
| Vikbo IK        | 16 | -19 | 5  | 1 | 10 | 45-64 | 11 |
| Östra Stenby IK | 16 | -10 | 3  | 4 | 9  | 38-48 | 10 |
| Norrköpings FF  | 16 | -53 | 3  | 1 | 12 | 32-85 | 7  |

### 2022
2022 Återstartar Simonstorps IF sin fotbollsverksamhet på herrsidan efter ett uppehåll sedan säsongen 2017.
När det börjades prata om att återstarta fotbollsverksamheten så var det David Henrysson & Patrik Barman som höll i tyglarna & styrde med olika provträningar under hösten/vintern 2021 & 2022, i november 2021 bestod spelartruppen av 5 spelare. Fyra av dessa hade Simonstorps IF som moderklubb. 
Lagets första värvning inför säsongen 2022 var Eric Askenberg som anslöt från KFUM Trix i division V & han var sedan en i raden av dem 17 spelare som var med när laget drog igång i April 2022. 
Under säsongens andra match anslöt även Adam Wastesson till truppen, trots att han vi då bodde i Linköping, han gjorde ett succé år i anfallet där han gjorde 28 mål på 10 spelade matcher, tredje bäst i Östergötlands fotbollsserier under 2022 bakom Hampus Lönn (Stegeborgs IF 31 mål ) & Johannes Yavsan (Azech OIdboys BK 32 mål).  
Under säsongen 2022 placerade man sig på 6:e plats i division VI, något som sågs som en lyckad säsong då målet för säsongen var att hänga kvar i serien. 
| Lag               | M  | V  | O  | F  | GM | IM | MS  | P  |
| ----------------- | -- | -- | -- | -- | -- | -- | --- | -- |
| Loddby IF         | 16 | 11 | 2  | 3  | 62 | 33 | 29  | 35 |
| IFK Wreta Kloster | 16 | 10 | 2  | 4  | 52 | 43 | 9   | 32 |
| Azech Oldboys BK  | 16 | 9  | 2  | 5  | 51 | 37 | 14  | 29 |
| Finspångs FK B    | 16 | 9  | 2  | 5  | 43 | 40 | 3   | 29 |
| Ekängens IF       | 16 | 7  | 1  | 8  | 41 | 41 | 0   | 22 |
| Simonstorps IF    | 16 | 6  | 1  | 9  | 45 | 59 | -14 | 19 |
| Lotorps IF        | 16 | 6  | 0  | 10 | 35 | 56 | -21 | 18 |
| Eneby BK B        | 16 | 4  | 1  | 11 | 40 | 57 | -17 | 13 |
| Norsholms IF      | 16 | 3  | 10 | 29 | 29 | 32 | -3  | 12 |
| Grytgöls IK       | 0  | 0  | 0  | 0  | 0  | 0  | 0   | 0  |